# Jacques Ferron
Pour les articles homonymes, voir Ferron.
Jacques Ferron (Louiseville - 20 janvier 1921 - Saint-Lambert - 22 avril 1985) est un écrivain, dramaturge, médecin, journaliste et homme politique canadien (québécois). Au Québec, il est surtout connu pour son œuvre écrite, qui mêle politique, médecine et humour. Il a fondé et dirigé le Parti Rhinocéros.

## Biographie
Jacques Ferron est né à Louiseville en 1921, dans le comté de Maskinongé qui deviendra un des hauts lieux de sa géographie intime et littéraire. Après la mort de sa mère, il vit surtout en compagnie de femmes, auprès des Filles de Jésus du Jardin de l'Enfance de Trois-Rivières. Il fait son cours classique au collège Jean-de-Brébeuf où il apprécie l'enseignement du père Robert Bernier. Il se lie à Pierre Baillargeon, rencontre Pierre Laporte et Pierre Elliott Trudeau. À deux occasions, il sera expulsé de ce collège, dirigé par les Jésuites. « Moraliste précoce et précieux, timide, grand seigneur, aisément narquois », Ferron écrit déjà « admirablement bien », se rappelle Pierre Vadeboncœur. Jacques Ferron a pratiqué tous les genres qui pouvaient servir son propos et son plaisir : théâtre, récits, historiettes, romans, soties, pamphlets, épîtres, etc.
Il est le frère de l'écrivaine Madeleine Ferron (1922-2010), du médecin et humaniste Paul Ferron (1926-10 août 2007) et de la peintre Marcelle Ferron (1924-2001),. Il est aussi le neveu du député J.-Émile Ferron.
Ferron est mort d'une crise cardiaque en 1985 à son domicile de Saint-Lambert, Québec, alors âgé de 64 ans.

### Médecine
À l'Université Laval, il  devient médecin en 1945 : « Ce sera le médecin qui entretiendra l'écrivain. Je serai mon propre mécène. » Enrôlé dans les Forces armées canadiennes, il reçoit sa formation militaire dans plusieurs bases du Canada. Finalement, il se retrouve au camp de Grande-Ligne, « partagé entre les prisonniers allemands et les  Olds Vets qui les gardaient, neutre comme un bon Québécois. »
À sa démobilisation, plutôt que d'exercer une carrière aisée à la ville, il s'installe pour deux ans à Rivière-Madeleine en Gaspésie,. Là-bas, il côtoie la pauvreté et la souffrance, si bien que par deux fois il porte plainte contre un collègue de Gaspésie au collège de médecins. En 1949, il s'établit près de Montréal, à Ville Jacques-Cartier (municipalité annexée à Longueuil depuis), où il est, encore une fois, consterné par la misère et les abus dans la hiérarchie du système de la santé.
À la Cité de Jacques-Cartier, la misère est sordide, l'assurance-médicale publique (RAMQ) n'existe pas encore, et le docteur Ferron soigne gratuitement les pauvres.
Bien que sa pratique se déroulera par la suite principalement en banlieue de Montréal, la Gaspésie occupe une place de choix au sein de son œuvre.

### Politique
Son père étant organisateur de comté pour le Parti libéral, Jacques Ferron baigne tôt dans le milieu politique. Ses premiers écrits, publiés dans les années 1950, sont d'ailleurs dirigés contre le régime de Maurice Duplessis.
En 1958, il se présente comme candidat du Parti social-démocrate, qui deviendra le Nouveau Parti démocratique (NPD), à l'élection fédérale. Il forme ensuite le Parti Rhinocéros, en 1963, « voué à la raillerie de l’électoralisme et de l’infériorisation politique du Québec par Ottawa » et « dont l'arme principale, la dérision, s'acharne à dénoncer le pouvoir de plus en plus dominateur du gouvernement central». Éminence de la Grande Corne jusqu'à l'élection de 1979, leur devise est « De défaite en défaite jusqu'à la victoire ». Entre-temps, en 1966, il est candidat à l'élection pour le Rassemblement pour l'Indépendance nationale (RIN).
Le militant pacifiste sympathise avec les idées socialistes, rencontre les opposants au régime duplessiste et les futures têtes d'affiche du mouvement indépendantiste. Par l'intermédiaire de sa sœur Marcelle Ferron, il connaîtra aussi le groupe des Automatistes de Paul-Émile Borduas.
Pendant la crise d'Octobre 1970, Ferron se déclare « négociateur pour la cellule Chénier du FLQ ». Il dira: 
Eux aussi en période normale, ils étaient contre la violence. La violence leur répugnait. Mais ils avaient jugé bon de faire de l'action directe pour accélérer l'histoire. Une histoire stagnante. À tel point qu'on pouvait dire qu'au Canada français, il n'y avait pas d'histoire. Il a fallu relancer l'histoire. Il n'y a jamais eu de signature de paix depuis 1760. Il y a eu une trêve, mais l'état de guerre existe toujours. Ce sont des choses que Les Rose m'ont dit. Alors, il y a une trêve. Et si nous sommes un peuple pacifiste, c'est que cette paix est toujours menacée par la paix qui n'a pas été signée.

### Écriture
Entre les petites gens qui visitent le médecin et la vie publique de l'écrivain militant, une œuvre prend forme. Ses historiettes et ses lettres aux journaux se multiplient, mêlant politique, histoire et littérature. Ses premières historiettes sont, d'ailleurs, publiés dans la revue L'information médicale.
Les deux années qu'il passe en Gaspésie « le libère de la formation livresque acquise au collège Jean-de-Brébeuf et lui permet de renouer avec l'univers populaire ». L'influence de ces années gaspésiennes le suit dans toute son œuvres narrative par la suite.
Les contes qui ont fait sa réputation sont écrits durant la période de réveil, de transition qui couvrent la fin des années 1950 (Contes du pays incertain), le milieu des années 1960 (Contes anglais) jusqu'au début des années 1970 (Contes inédits), et montrent bien que Ferron fut « le dernier d'une tradition orale, et le premier de la transcription écrite. » L'un de ses premiers contes, « L'anneau », est refusé par l'imprimeur du Journal Le Jour en 1944. Selon Donald Smith, ce que Ferron aime du conte, c'est « la pudeur, la malice, les symboles qui véhiculent les idées d'une façon énigmatique et ensorcelante. Pour lui, le conte s'inspire d'une langue universelle, celle de l'enfant surtout.»
Écriture prolifique, grandes œuvres, genres multiples, critiques favorables, prix littéraires, les années 1960 reconnaissent et consacrent l'écrivain. Mais entre l'auteur du Ciel de Québec et le futur négociateur et démystificateur de la crise d'Octobre québécoise, entre l'écrivain et l'homme public, fondateur et chef du Parti Rhinocéros, il y a une sorte de malentendu : « Ah ! vous nous faites rire, fait-il dire à ses lecteurs, et parce qu'ils riaient, j'ai eu droit à un laissez-passer d'humoriste. Je m'en suis beaucoup servi pour aller à ma guise. »
En 1968, sa pièce Les Grands Soleils est mise en scène au Théâtre du Nouveau Monde. Cette représentation est importante car elle suscite, selon Michelle Lavoie, un regain d’intérêt pour Ferron. Plusieurs de ses œuvres se voient alors rééditées.
À partir de 1973, Ferron se consacre à un grand livre sur la folie, le Pas de Gamelin, jamais complété, d'où sortiront ses derniers livres et des « contes d'adieu ». On y retrouve la maîtrise du faiseur de contes et l'incertitude emblématique du mécréant: « Aurais-je vécu dans l'obsession d'un pays perdu? Alors, Seigneur, je te le dis: que le Diable m'emporte. »
Il est également critique littéraire pour Le Petit Journal et Maclean, en plus d'écrire pour les périodiques Cité libre, Liberté, Parti pris, La Barre du jour et Le Devoir.

### Réception critique
« Mythifié et légendaire de son vivant, Jacques Ferron a fouillé avec un instinct sûr et retors les mythologies connues et inconnues des provinces du Québec, ces lieux physiques comme la Gaspésie tout autant que ces lieux psychiques que sont les névroses des gens aux apparences ordinaires [...] [Il] écrits pour révéler les Québécois à eux-mêmes, en cautionnant les blessures et les folies de leur imaginaire, qu'il a cartographié avec une finesse parfois cynique, souvent voltairienne. » Victor Lévy-Beaulieu écrira : « Jacques Ferron est le seul romancier qui ait tenté, tout au long d'une œuvre maintenant essentielle, de nous donner une mythologie. Son écriture d'ailleurs hésite toujours entre le mythe et le réel, entre l'imaginaire, le rêve québécois et le quotidien. » 
Jacques Ferron est reconnu pour aborder, dans ses oeuvres, les thèmes de l'aliénation, de la maladie mentale, de la mort et bien d'autres. Dans son conte « Le chien gris », l'auteur traite d'un autre sujet tabou : l'inceste. Victor-Lévy Beaulieu écrit, au sujet de ce conte : « Lisez Le chien gris et dites-moi si même Franz Kakfa est allé aussi loin dans l’au-delà de n’importe quelle représentation symbolique. » 
En 1973, Pierre Vallières écrit dans le journal Le Devoir que Ferron est « un visionnaire d'arrière-cuisine » parce qu'il consacre des historiettes à la Crise d'Octobre 1970. La même année, Jacques Ferron publie Du fond de mon arrière-cuisine, dont le titre de l'ouvrage est dédié à Pierre Vallières à cause de sa critique. Le dernier texte du recueil, « Les salicaires », est, selon Michel Lapierre, « [l']un des plus beaux passages de la littérature québécoise » et, selon Pierre-Luc Landry, l'un des plus puissants du recueil. Dans ce texte, « Ferron détaille de manière bouleversante le désespoir et l’accablement qui l’accompagnent au couchant de sa vie, et dont chacun de nous peut faire l’expérience un jour ou l’autre ».
Le fonds d'archives de Jacques Ferron est conservé au centre d'archives de Montréal de Bibliothèque et Archives nationales du Québec.

### Postérité
En 1994, le Service de réinsertion sociale de la Rive-Sud change de nom pour devenir la Maison Jacques-Ferron. Fondé en 1990, l'organisme a pour but « d’accueillir des personnes qui vivent d’importantes difficultés de santé mentale ». La Maison Jacques-Ferron, installée à Longueuil depuis 1994, adopte le nom de l'écrivain, médecin de profession. L'organisme considère que « Tant dans son engagement dans la communauté, dans l’exercice de sa pratique et qu’à travers son œuvre littéraire, il a sans cesse réaffirmé l’importance de tenir compte de la singularité et de l’histoire propre à chacun dans le tracé de la destinée des personnes aux prises avec d’importantes difficultés en santé mentale.»
La ville de Longueuil rend hommage à l'écrivain en renommant sa bibliothèque municipale la Bibliothèque Jacques-Ferron. On trouve également à Longueuil le Centre culturel Jacques-Ferron.
Le musée situé dans l'agglomération de Madeleine-Centre, à Sainte-Madeleine-de-la-Rivière-Madeleine, raconte, entre autres, l'histoire du médecin-écrivain, qui a pratiqué ses premières années de médecine dans la municipalité. La maison où l'écrivain a habité, entre 1946 et 1948, est également source de fierté pour les Madeleinoriverains, qui en ont fait un attrait touristique.
Dans le parc de la Gaspésie se trouve le mont Jacques-Ferron, haut de 1036 mètres.

## Prix et honneurs
- 1962 : lauréat du Prix littéraires du Gouverneur général pour Contes du pays incertain[13]
- 1972 : lauréat du Prix France-Québec pour Les Roses sauvages, petit roman suivi d'une lettre d'amour soigneusement présentée[13]
- 1973 : lauréat du Prix Duvernay (1972) (remis le 16 janvier 1973)[13]
- 1977 : lauréat du Prix Athanase-David[24]
- 1981: nommé membre d'honneur de l'Union des écrivaines et des écrivains québécois[35]

## Œuvre

### Romans
- La Barbe de François Hertel, Montréal, Éditions d'Orphée, 1951, 40 p.;
  - réédition, Montréal, VLB éditeur, 1981, 54 p.  (ISBN 2890050505)
- Cotnoir, Montréal, Éditions d'Orphée, 1962, 99 p. ;
  - réédition avec La Barbe de François Hertel, Montréal, Les Éditions du Jour, collection « Les Romanciers du Jour », 1970, 127 p.  (ISBN 0776006339) ;
  - réédition uniquement de Cotnoir, Montréal, VLB éditeur, 1981, 111 p.  (ISBN 2890050521) ;
  - réédition, Montréal, Typo no 156, 2001, 109 p.  (ISBN 2892951755)
- La Nuit, Montréal, Éditions Parti pris, 1965, 134 p.
- Papa Boss, Montréal, Éditions Parti pris, 1966, 142 p. ; 
  - réédition dans une version refondue et suivi de La Créance, Montréal, Éditions de l'Hexagone, Typo no 52, 1990, 147 p.  (ISBN 2892950538)
- La Charrette, Montréal, Éditions HMH, collection « L'Arbre », 1968, 207 p. ; 
  - réédition, Montréal, Bibliothèque québécoise, 1994, 224 p.  (ISBN 2894060947)
- Le Ciel de Québec, Montréal, Les Éditions du Jour, collection « Les Romanciers du Jour », 1969, 403 p. ;
  - réédition, Montréal, VLB éditeur, 1979, 408 p.  (ISBN 2890050513) ;
  - réédition, Outremont, Lanctôt, 1999, 495 p.  (ISBN 2894850727) ;
  - réédition, Montréal, Bibliothèque québécoise, 2009, 541 p.  (ISBN 2894062958)
- Le Salut de l'Irlande, Montréal, Éditions du Jour, coll. « Les Romanciers du Jour », 1970, 221,  (ISBN 077600333X) ; 
  - réédition, Outremont, Lanctôt, Petite collection Lanctôt no 6, 1997, 148 p.  (ISBN 2894850298)
- L'Amélanchier, Montréal, Éditions du Jour, coll. « Les Romanciers du Jour », 1970, 163 p. ; 
  - réédition, Paris, Robert Laffont, 1973, 162 p. ;
  - réédition, Montréal, VLB éditeur, coll. « Courant », 1986, 207 p.  (ISBN 2890052389) ;
  - réédition, Montréal, L'Hexagone, Typo no 72, 1992, 207 p.  (ISBN 2892950864) ;
  - réédition, Montréal, Bibliothèque québécoise, 2018, 181 p.  (ISBN 2894064047)
- Les Roses sauvages, petit roman suivi d'une lettre d'amour soigneusement présentée, Montréal, Éditions du Jour, collection « Les Romanciers du Jour », 1971, 177 p.  (ISBN 0776006347) ; 
  - réédition, Outremont, VLB, « Courant », 1990, 246 p.  (ISBN 2890053946) ;
  - réédition, Montréal, Bibliothèque québécoise, 2008, 187 p.  (ISBN 2894062931)
- La Chaise du maréchal ferrant, Montréal, Éditions du Jour, coll. « Les Romanciers du Jour », 1972, 223 p.  (ISBN 0776004115) ; 
  - réédition, Montréal, Bibliothèque québécoise, 2010, 171 p.  (ISBN 2894063121)
- Le Saint-Élias, Montréal, Éditions du Jour, coll. « Les Romanciers du Jour », 1972, 186 p. ; 
  - réédition, Montréal, L'Hexagone, Typo no 76, 1993, 230 p.  (ISBN 2892950856)
  - réédition, Montréal, Bibliothèque québécoise, 2018, 188 p.  (ISBN 2894064136)
  - (de) extrait: Das Regiment von Riedesel, en Anders schreibendes Amerika. Literatur aus Québec. dir. Lothar Baier, Pierre Filion. Das Wunderhorn, Heidelberg 2000, pp 56 – 59 et Nach den Bastonnais kamen die Deutschen, ibid. pp 59 – 62
- Les Confitures de coings (nouvelle version corrigée La Nuit, précédée d'une nouvelle version refondue de Papa Boss), Montréal, Éditions Parti pris, 1972, 326 p.  (ISBN 0885120469) ; 
  - réédition seule de Les Confitures de coings, Montréal, L'Hexagone, Typo no 49, 1990, 190 p.  (ISBN 289295052X)
- Rosaire, précédé de L'exécution de Maski, Montréal, VLB éditeur, 1981, 197 p. ; 
  - réédition, Outremont, Lanctôt, Petite coll. Lanctôt no 23, 2003, 255 p.  (ISBN 2894851502)

### Recueils de contes
- Contes du pays incertain, Montréal, Éditions d'Orphée, 1962, 200 p.
- Contes anglais et autres, Montréal, Éditions d'Orphée, 1964, 153 p.
- Contes, édition intégrale des deux volumes de contes ci-dessus, Montréal, HMH, collection « L'Arbre », 1968, 210 p.  (ISBN 077580066X)
- Contes, édition précédente enrichie de contes inédits, Montréal, HMH, « L'Arbre », 1985, 236 p.  (ISBN 2890457834) ; 
  - réédition, Montréal, Bibliothèque québécoise, 1993, 298 p.  (ISBN 2894060823) ;
  - réédition universitaire, Montréal, Presses de l'Université de Montréal, Bibliothèque du Nouveau Monde, 1998, 378 p.  (ISBN 2760617300)

### Pièces de théâtre
- Les Rats, 1948 ; 
  - réédition dans Jacques Ferron - autour des commencements, édition de Brigitte Faivre-Duboz, Outremont, Lanctôt, 2000, 357 p.  (ISBN 289485112X)
- L'Ogre, Montréal, Les Cahiers de la File indienne, 1949, 83 p.
- La Mort de monsieur Borduas, 1949
- Le Dodu ou le prix du bonheur, Montréal, Éditions d'Orphée, 1956, 91 p.
- Tante Élise ou le prix de l'amour, Montréal, Éditions d'Orphée, 1956, 102 p.
- Le Cheval de Don Juan, Ottawa, Éditions d'Orphée, 1957, 223 p.
- Les Grands Soleils, Montréal, Éditions d'Orphée, 1958, 180 p.
- Cazou, Montréal, Éditions d'Orphée, 1963, 86 p.
- La Tête du roi, Montréal, 1963, 93 p.
- Le Don Juan chrétien, dans Théâtre 2, Montréal, Librairie Déom, 1975.
- Le Permis de dramaturge, dans Théâtre 2, Montréal, Librairie Déom, 1975.
- L'Impromptu des deux chiens, dans Théâtre 2, Montréal, Librairie Déom, 1975.
- Théâtre 1, Montréal, Librairie Déom, 1968, 229 p.
- Théâtre 2, Montréal, Librairie Déom, 1975, 241 p.
- Théâtre I, Montréal, L'Hexagone, Typo no 47, 1990 (Le second tome n'est jamais paru)

### Correspondances
- Le Désarroi, correspondance entre Julien Bigras et Jacques Ferron, Montréal, VLB éditeur, 1988, 176 p.  (ISBN 2890053288)
- Une amitié particulière, correspondance entre John Grube et Jacques Ferron, Montréal, Boréal, 1990, 256 p.  (ISBN 2890523446)
- Laisse courir ta plume..., correspondance entre Jacques Ferron et ses sœurs, Outremont, Lanctôt, 1998, 127 p.  (ISBN 2894850867)
- Vous blaguez sûrement... - correspondance 1976-1984, entre Jacques Ferron et François Hébert, Outremont, Lanctôt, 2000, 154 p.  (ISBN 2894851510)
- Tenir boutique - correspondance 1941-1965, Outremont, Lanctôt, 2004, 146 p.  (ISBN 2894852908)
- Nous ferons nos comptes plus tard - correspondance 1962-1983, Outremont, Lanctôt, 2004, 126 p.  (ISBN 2894853041)
- Le Pays a toujours raison : Correspondance 1, 1965-1968, correspondance entre Jacques Ferron et Jean Marcel, Montréal, Léméac, 2024, 560 p.  (ISBN 9782760960817)

### Autres publications
- Historiettes, Montréal, Éditions du Jour, collection « Les Romanciers du Jour », 1969, 182 p.
- Du fond de mon arrière-cuisine, Montréal, Éditions du Jour, 1973, 290 p.
- Escarmouches, Montréal, Leméac, 1975, ; 
  - réédition, Montréal, Bibliothèque québécoise, 1998, 351 p.  (ISBN 2894061307)
- Gaspé-Mattempa, Trois-Rivières, Éditions du Bien public, 1980, 52 p.
- Les Lettres aux journaux, Montréal, Éditions VLB, 1985, 586 p.  (ISBN 2890052222)
- La Conférence inachevée, suivi de Le Pas de Gamelin et autres récits, Montréal, VLB éditeur, 1987, 240 p.  (ISBN 2890052508) ; 
  - réédition, Outremont, Lanctôt, Petite collection Lanctôt no 8, 1998, 302 p.  (ISBN 2894850662)
- Le contentieux de l'Acadie, Montréal, VLB Éditeur, 1991, 271p.
- Par la porte d'en arrière, entretiens entre Jacques Ferron et Pierre L'Hérault, Outremont, Lanctôt, 1997, 318 p.  (ISBN 2894850492)
- Papiers intimes - fragments d'un roman familial, Outremont, Lanctôt, 1997, 444 p.  (ISBN 2894850506)
- Textes épars, Outremont, Lanctôt, 2000, 226 p.  (ISBN 2894851294)
- Jacques Ferron, éminence de la grande corne du Parti Rhinocéros, textes politiques des années 1964, 1972 et 1974, Outremont, Lanctôt, 2003, 188 p.  (ISBN 2894852290)
- Vautour haché, suivi de la, Petite histoire du Mont-Providence pour le profit de la Révérende Renée Dansereau, sa nouvelle supérieure, Notre-Dame-des-Neiges, Éditions Trois-Pistoles, 2006, 71 p.  (ISBN 2895831157)
- Chroniques littéraires, 1961-1981, Outremont, Lanctôt, 2006, 642 p.  (ISBN 2894853440)
- La Charrette des mots, Notre-Dame-des-Neiges, Éditions Trois-Pistoles, 2006, 126 p.  (ISBN 2895831122)